# A co ciebie obchodzi, co myślą inni?
A co ciebie obchodzi, co myślą inni? (ang. What Do You Care What Other People Think?: Further Adventures of a Curious Character) – kontynuacja książki Pan raczy żartować, panie Feynman!, pokazuje bardziej ludzką stronę Richarda Feynmana – noblisty w dziedzinie fizyki. 
Książka została podzielona na dwie części. Pierwsza – Ciekawy człowiek – koncentruje się na osobach, które ukształtowały osobowość Feynmana: ojcu Melvile'u i pierwszej miłości, Arline. Zawarte są w niej wspomnienia oraz prywatne listy. Druga część – Pan Feynman jedzie do Waszyngtonu – jest opowieścią o pracy w Prezydenckiej Komisji ds. Wypadku Promu Kosmicznego Challenger (tzw. Komisji Rogersa) wyjaśniającej przyczyny katastrofy promu kosmicznego Challenger.